# Skoddenuten
Der Skoddenuten (norwegisch für Nebelgipfel) ist ein 665 m hoher Hügel oder Felsvorsprung auf der subantarktischen Bouvetinsel im Südatlantik. Er ragt nordnordöstlich des Lykketoppen und nordwestlich des Randtoppen auf der Ostseite des Wilhelm-II.-Plateaus auf.
Wissenschaftler des Norwegischen Polarinstituts benannten ihn 1985.